# Académie européenne des sciences
Pour les articles homonymes, voir Académie européenne.
L'Académie européenne des sciences (abrégé en EurASc),  en anglais European Academy of Sciences, est une organisation non gouvernementale indépendante à but non lucratif rassemblant des chercheurs et ingénieurs désireux de s'engager à promouvoir la science et à favoriser le développement économique et social pour le bien de l'humanité. 
Outre les lauréats du prix Nobel, l'académie compte parmi ses membres d'éminents scientifiques chargés de faire avancer la science en Europe et dans le monde, tels que le professeur Maria Leptin, présidente du conseil scientifique de l'ERC, le professeur Graça Carvalho, députée européenne engagée dans la définition de la politique scientifique qui sert l'Europe et va au-delà, ou Carlos Moedas, commissaire qui reconnaît notre activité et est responsable du lancement du Conseil européen de l'innovation.

## Organisation
L'académie est composée de 9 divisions :
- Mathématiques
- Chimie
- Physique
- Médecine et Sciences de la Vie
- Sciences de la Terre
- Sciences de l'informatique
- Ingénierie
- Sciences des matériaux
- Sciences sociales

## Récompenses

### Prix Léonard de Vinci
L'Académie Européenne des Sciences a fondé le Prix Leonardo da Vinci en 2009 pour récompenser une contribution personnelle remarquable. Un prix est attribué par année.

#### Les primés
- 2009 : Rita Levi-Montalcini (IT)
- 2010 : Jacques Friedel (FR)
- 2011 : James D. Murray (GB)
- 2013 : Michael Grätzel (DE)
- 2015 : Jean Jouzel (FR)
- 2017 : Vincenzo Balzani (en) (IT)
- 2018 : John M. Ball (GB)
- 2019 : Pierre Corvol (FR)
- 2020 : Klaus Müllen (DE)
- 2021: Helmut Schwarz (DE)
- 2022: Anny Cazenave (FR)
- 2023: J. N. Reddy (USA)

### Médaille Blaise Pascal

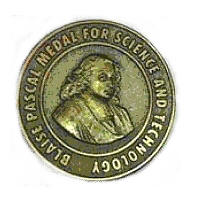
Médaille Blaise Pascal

L'Académie européenne des sciences a créé en 2003 la médaille Blaise Pascal pour la science et la technologie, pour reconnaître une contribution personnelle remarquable à la science et la technologie et la promotion de l'excellence dans la recherche et la formation. L'Académie peut remettre jusqu'à six médailles chaque année. Les médaillés sont :

#### Chimie
- 2007 : Frans Carl de Schryver (BE)
- 2009 : Vincenzo Balzani (IT)
- 2010 : Henri Kagan (FR)
- 2011 : Helmut Schwarz (DE)
- 2012 : Jean-Pierre Sauvage (FR)
- 2014 : Hubert Schmidbaur (DE)
- 2015 : Herbert W. Roesky (DE)
- 2016 : Gianfranco Pacchioni (ITA)
- 2017 : Mike Mingos (UK)
- 2018 : Avelino Corma (SP)
- 2020: Manfred Reetz (DE)
- 2021: Clément Sanchez (FR)
- 2022: Gary J. Schrobilgen (CA)

#### Sciences de l'informatique
- 2003 : Boris Verkhovsky (USA)
- 2004 : Robert Tarjan (USA)
- 2007 : Oscar H. Ibarra (USA)
- 2008 : Moshe Y. Vardi (USA)
- 2009 : Thomas Kailath (USA)
- 2011 : Gordon Plotkin (GB)

#### Sciences de la terre et de l’environnement
- 2003 : Enders Robinson (USA)
- 2005 : Khalid Aziz (USA)
- 2007 : Sven Erik Jørgensen (DK)
- 2014 : Jean Pierre Gattuso (FR)
- 2015 : Corinne Le Quéré (GB) et Christos Zerefos (GR)
- 2016 : Ni-Bin Chang (USA)
- 2018 : Carlos Duarte (Arabie Saoudite)

#### Ingénierie
- 2004 : Stan Veprek (DE)
- 2005 : Marie-Paule Pileni (FR)
- 2010 : Anthony Kounadis (GR)
- 2011 : Giulio Maier (IT)
- 2013 : Dmitry Klimov (RU)
- 2017 : Nikita Morozov (RU)
- 2018 : Emmanuel Gdoutos (GR)
- 2023 : George Z. Voyiadji (EG)

#### Science des matériaux
- 2007 : Alexander N. Guz (UA)
- 2008 : Terence G. Langdon (GB)
- 2009 : Herbert Gleiter (DE)
- 2010 : Martin Schadt (CH)
- 2011 : Ruslan Valiev (RU)
- 2012 : Hans-Joachim Freund (DE)
- 2013 : Maurizio Prato (IT)
- 2014 : Sir John M. Thomas (UK)
- 2015 : Ulrike Diebold (DE)
- 2016 : Elvira Fortunato (POR)
- 2017 : Luis Liz-Marzan (ESP)
- 2018 : Paolo Samori (FR)
- 2023 : George Malliaras (UK)

#### Mathématiques
- 2004 : Lev Kudryavtsev (RU)
- 2005 : Edmund Hlawka (AT)
- 2008 : Willi Jaeger (DE)
- 2009 : Pierre-Arnaud Raviart (FR)
- 2011 : Karl Sigmund (AT)
- 2012 : Franco Brezzi (IT)
- 2013 : Benoit Perthame (FR)
- 2015 : Luis Vega (SP)
- 2017 : Felix Otto (DE)
- 2018 : Alice Guionnet (FR)
- 2019 : Luigi Ambrosio (IT)
- 2020 : Albert Cohen (FR)
- 2021 : Maria Esteban (FR)
- 2023 : Athanassios S. Fokas (GR)

#### Médecine et sciences de la vie
- 2003 : Jan Balzarini (BE) et Eric De Clercq (BE)
- 2004 : Erich Windhab (CH)
- 2005 : Peter W. H. Holland (GB)
- 2007 : Howard Green (USA)
- 2008 : Saverio Cinti (IT)
- 2009 : Edgardo D. Carosella (FR)
- 2010 : Howard Morris (GB)
- 2011 : Peter Carmeliet (BE)
- 2012 : Steven Laureys (BE)
- 2017 : Francisco J. Ayala (USA)
- 2023 : Patrick Couvreur (FR)

#### Physique
- 2003 : Enzo Tiezzi (IT)
- 2004 : Emmanuel Floratos (GR) et Manuel Cardona (ES/DE)
- 2005 : Isaak M. Khalatnikov (RU)
- 2007 : Edward Layer (PL)
- 2008 : Bernard Barbara  (FR)
- 2009 : Jean Dalibard  (FR)
- 2010 : David Sherrington (GB) et Giovanni F. BIGNAMI (IT)
- 2011 : Peter Zoller (AUT)
- 2012 : Charles Joachain (BE)
- 2013 : Anne L'Huillier (FR)
- 2014 : Daniel Loss (CH)
- 2015 : Manuel Garcia Velarde (SP)
- 2018 : Peter Hänggi (DE)
- 2023 : Riccardo Betti (IT)

#### Sciences sociales
- 2008 : Georges Van den Abbeele (USA/BE)
- 2009 : Claude DEBRU (FR)
- 2014 : Eberhard Knobloch (DE)
- 2015 : Martin Carrier (DE)

### Prix Kepler
Le prix Kepler, en anglais Kepler Award for European Young Scientists, abrégé en KEYS, a pour but de renforcer la coopération de jeunes chercheurs talentueux intéressé par les recherches qui franchissent les frontières des disciplines et des États. Le prix a été fondé en 2010. Un prix est attribué par année, à une équipe de chercheurs réunis en un atelier. Un prix a été attribué en 2010, un autre en 2012.